# 493 Griseldis
493 Griseldis eller 1902 JS är en asteroid i huvudbältet, som upptäcktes 7 september 1902 av den tyske astronomen Max Wolf. Den är uppkallad efter Griselda.
Asteroiden har en diameter på ungefär 41 kilometer.